# Affaire des irradiés de Forbach
L'Affaire des irradiés de Forbach a commencé à Forbach en Lorraine le 12 août 1991, lorsque trois ouvriers ont été irradiés par un accélérateur de particules (des électrons en l'occurrence) de la société EBS (Electron Beam System) à la suite d'une intervention en radioprotection : Jean-Marc Bies, chef d'équipe, Daniel Leroy et Giovanni Nespola, manutentionnaires. Il est classé de niveau 3 (incident grave) sur l'échelle INES, puisqu'il est sans conséquence à l'extérieur du site et n'entraîne pas de contamination extérieure.
L'installation n'avait pas été déclarée à l'inspection du travail.

## Circonstances de l'incident
L'installation avait pour objet de pulvériser du téflon grâce à un faisceau d'électrons, afin de le recycler. Deux des agents intérimaires sont intervenus à plusieurs reprises pour décoincer un plateau sur un tapis roulant alors que l'installation n'était pas complètement arrêtée, pour gagner du temps. Après avoir constaté des rougeurs inexpliquées, le médecin du travail a prévenu le SCPRI le 23 août. Le 27 août, l'installation n'est toujours pas arrêtée. Les fortes doses d'électrons étaient produites par un accélérateur de 2,5 MeV. Ayant reçu des doses entre 50 et 100 grays, ils ont été hospitalisés à l'hôpital de Forbach puis au service des grands brûlés à hôpital militaire Percy à Clamart.

## Conséquences de l'incident
L'installation a été arrêtée en septembre 1991. Le responsable de l'installation a été condamné à 6 mois de prison ferme, le PDG à 1 an avec sursis. Daniel Leroy, un des deux intérimaires, brûlé à 60% au 3e degré, est décédé le 24 mars 2007 après plusieurs opérations, greffes et amputations. Il avait été placé en coma artificiel et isolé pendant des mois en chambre stérile. Cet accident mortel est considéré comme « un indice de la dégradation des conditions de travail des sous-traitants du secteur du nucléaire ».